# Balash
|  | Per a altres significats, vegeu «Balash (desambiguació)». |

Balash (Vologès, part Walagash, persa mitjà Walaxsh, Pahlavi Walash, Balash o Golash, armeni Valarsh, siríac Walgash, Walgesh i Wologesh, grec Vologaisos o Vologesos o Vologeses, Bologaisos, Bologesos, Olagasos, Ologasos, etc. Πάλλας, i llatí Vologaesus, Vologessus, Vologeses, etc.) fou rei sassànida de Pèrsia (484 a 488) fill d'Isdigerdes II i portat al tron pels magnats del regne a la mort del seu pare en una expedició contra els huns heftalites. Les fonts gregues el fan fill de Peroz I.
Va fer la pau amb Baanes I Mamiconi, el cap de la revolució armènia, que a canvi li va donar suport contra el seu germà Zarer o Zarès (Zareh) que reclamava el tron, i que fou derrotat i mort mercès a la cavalleria armènia. Baanes fou nomenat hazarapet (lloctinent reial) i després marzban.
Fou un rei benvolent i es va preocupar pel benestar dels seus súbdits. Va mostrar un cert favor als cristians. El 486 els cristians sota la direcció cel catolicós Acaci, van fer un sínode a Selèucia. Acaci fou enviat com ambaixador a l'emperador Zenó (485 o 486); Barsaumes (o Barsauma) bisbe de Nísibis i el marzban Kardag Nakwergan van ser encarregats de delimitar la frontera amb l'Imperi Romà d'Orient.
Els mags se li van oposar quan va voler introduir els banys romans a les ciutats perses; tampoc va tenir el suport dels magnats que encapçalats per Zarmehr Sokra el van deposar al cap de quatre anys de regnat i el van substituir pel seu nebot Cobades (Qobad o Kavad). Balash fou cegat. La data de la seva mort no es coneix.
Se'l considera el fundador de Balashabad al costat de Selèucia del Tigris però en realitat fou fundada pel rei Vologès I de Pàrtia.